# Michigan Author Award
Il Michigan Author Award è un premio statunitense che viene dato annualmente dall'Associazione della Libreria del Michigan (Michigan Library Association). Una giuria che rappresenta, i bibliotecari del Michigan ed i rappresentanti del Michigan Center for Book, scelgono il vincitore per merito letterario generale.

## Vincitori
- 2023 Anne-Marie Oomen[1]
- 2022 Michael Zadoorian[2]
- 2021 Larry Massie[3]
- 2020 Mitch Albom[4]
- 2019 Jaimy Gordon
- 2018 Beverly Jenkins
- 2017 Doc Fletcher
- 2016 Jacqueline Carey
- 2015 David Small
- 2014 Jim Harrison
- 2013 Laura Kasischke
- 2012 Bonnie Jo Campbell
- 2011 Gary D. Schmidt
- 2010 John Smolens
- 2009 Dave Dempsey
- 2008 Tom Stanton
- 2007 Sarah Stewart
- 2006 Steve Hamilton
- 2005 Christopher Paul Curtis
- 2004 Patricia Polacco
- 2003 Diane Wakoski
- 2002 Nicholas Delbanco
- 2001 Thomas Lynch
- 2000 Janie Lynn Panagopoulos
- 1999 Jerry Dennis
- 1998 Gloria Whelan
- 1997 Loren Estleman
- 1996 Elmore Leonard
- 1995 Janet Kauffman
- 1994 Nancy Willard
- 1993 Charles Baxter
- 1992 Dan Gerber